# Renault Type 671
Il Type 671 era un motore a scoppio prodotto dal 1956 al 1960 dalla Casa automobilistica francese Renault.

## Caratteristiche
Il motore 671 deriva direttamente dal motore 668 da 2 litri, rispetto al quale si distingue per l'alesaggio, portato da 85 ad 88 mm, mentre la corsa è rimasta invariata e misura sempre 88 mm come nel motore 668.
In pratica, il motore 671 è caratterizzato come segue:
- architettura a 4 cilindri; *motore di tipo quadro (88x88 mm);
- cilindrata di 2141 cm³;
- testata in lega di alluminio;
- distribuzione a valvole;
- canne cilindri umide in ghisa;
- bielle in acciaio temprato;
- pistoni in lega leggera;
- albero a gomiti su tre supporti di banco;
- alimentazione a carburatore Solex 32;
- potenza massima di 77 CV a 3300 giri/min;
- coppia massima di 140 Nm a 2000 giri/min.

Questo motore è stato montato esclusivamente sulle Renault Frègate, Domaine e Manoir prodotte dal 1956 al 1960.
Una versione leggermente più potente di questo motore erogava 80 CV ed è stata montata sulle Frégate Transfluide, ossia quelle dotate di cambio semiautomatico.